# Oppia flagellifera
Oppia flagellifera är en kvalsterart som beskrevs av Wang 1993. Oppia flagellifera ingår i släktet Oppia och familjen Oppiidae. Inga underarter finns listade i Catalogue of Life.